# Monti di Martuljek
I Monti di Martuljek (in sloveno: Martuljška skupina o Špikova skupina o Martuljkova skupina) sono un gruppo montuoso delle Alpi Giulie appartenenti alla catena della Škrlatica. Si trovano in Slovenia all'interno del comune di Kranjska Gora e prendono il nome dall'insediamento di Gozd Martuljek. La vetta più alta è il monte Oltar che raggiunge i 2.621 m s.l.m..

## Storia
Tutta l'area della catena montuosa assieme alla valle del torrente Martuljka è stata dichiarata parco paesaggistico il 27 gennaio 1949 e dal 1981 fa parte del Parco nazionale del Tricorno.

## Descrizione
La valle di Krnica (ad ovest) e la Valle di Vrata (ad est) circondano il gruppo di Martuljek. A sud il gruppo è collegato al gruppo del monte Razor e del Prisojnik.
A nord invece possiamo trovare la valle della Sava.
A nord del gruppo ci sono gli insediamenti di Mojstrana e Gozd Martuljek, dove procedendo verso ovest si arriva a Kranjska Gora.

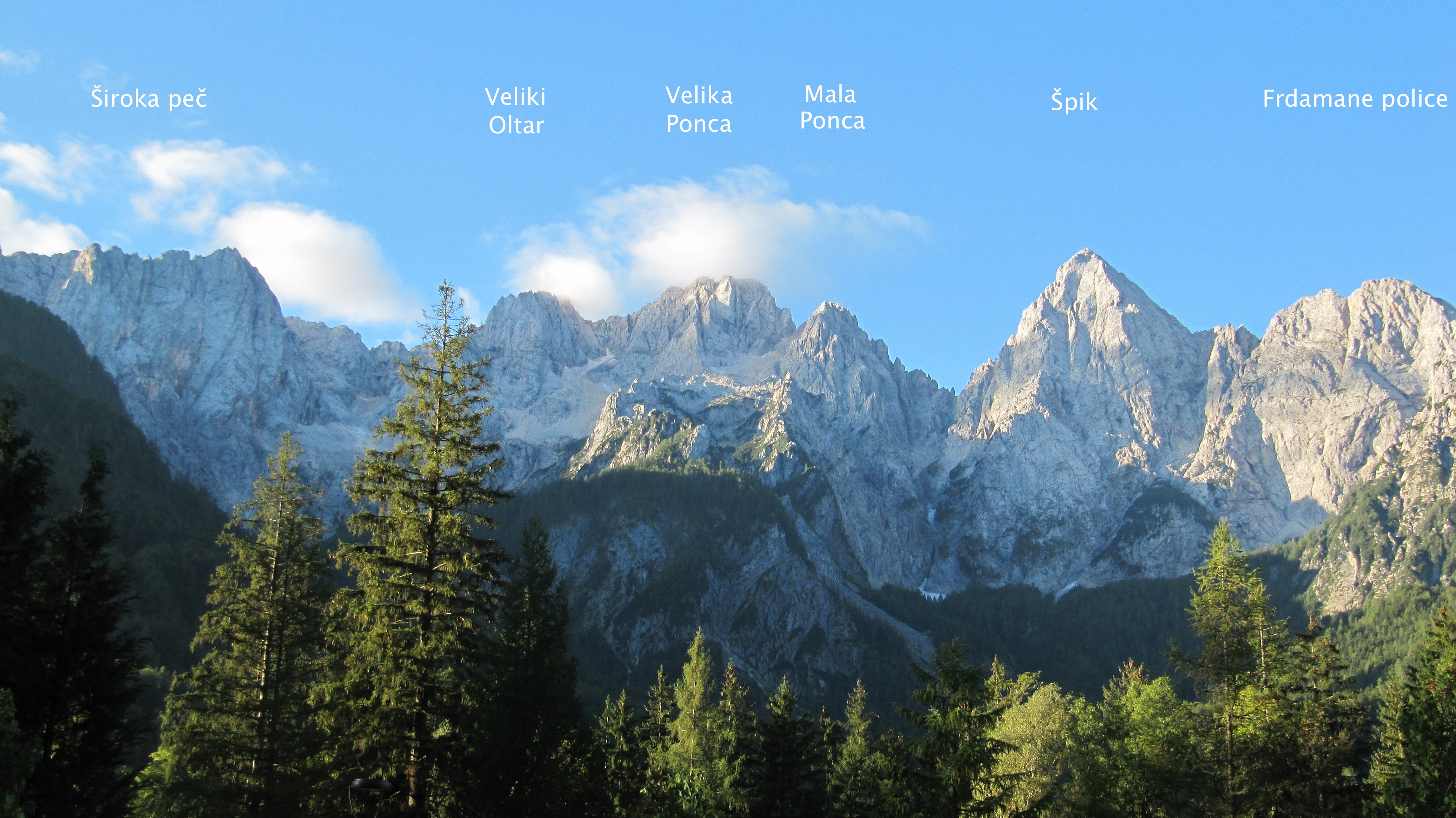
La catena montuosa

## Classificazione
La SOIUSA definisce i Monti di Martuljek come un sottogruppo alpino e vi attribuisce la seguente classificazione:
- Grande parte = Alpi Orientali
- Grande settore = Alpi Sud-orientali
- Sezione = Alpi e Prealpi Giulie
- Sottosezione = Alpi Giulie
- Settore di sottosezione = Alpi Giulie Orientali[3]
- Supergruppo = Catena della Škrlatica
- gruppo alpino = Gruppo dello Škrlatica
- sottogruppo alpino = Monti di Martuljek
- Codice =  II/C-34.I-D.7.b

## Vette principali
- Visoki Rokav - 2.646 m
- Oltar - 2.621 m
- Velika Ponca - 2.602 m
- Dolkova špica - 2.591 m
- Srednji Rokav - 2.589 m
- Rogljica - 2.547 m
- Dovški križ - 2.542 m
- Mala Ponca - 2.502 m
- Široka - 2.497 m
- Špik - 2.472 m
- Kukova špica - 2.427 m
- Škrnatarica - 2.448 m
- Frdamane police - 2.284 m
- Luknja peč - 2.249 m
- Vrh nad Rudo - 2.108 m
- Rušica - 2.096 m
- Rigljica - 2.074 m
- Kurji - 2.049 m
- Na pečeh - 2.039 m
- Macesnovec - 1.926 m
- Vrlaski Vrh - 1.809 m

## Galleria d'immagini

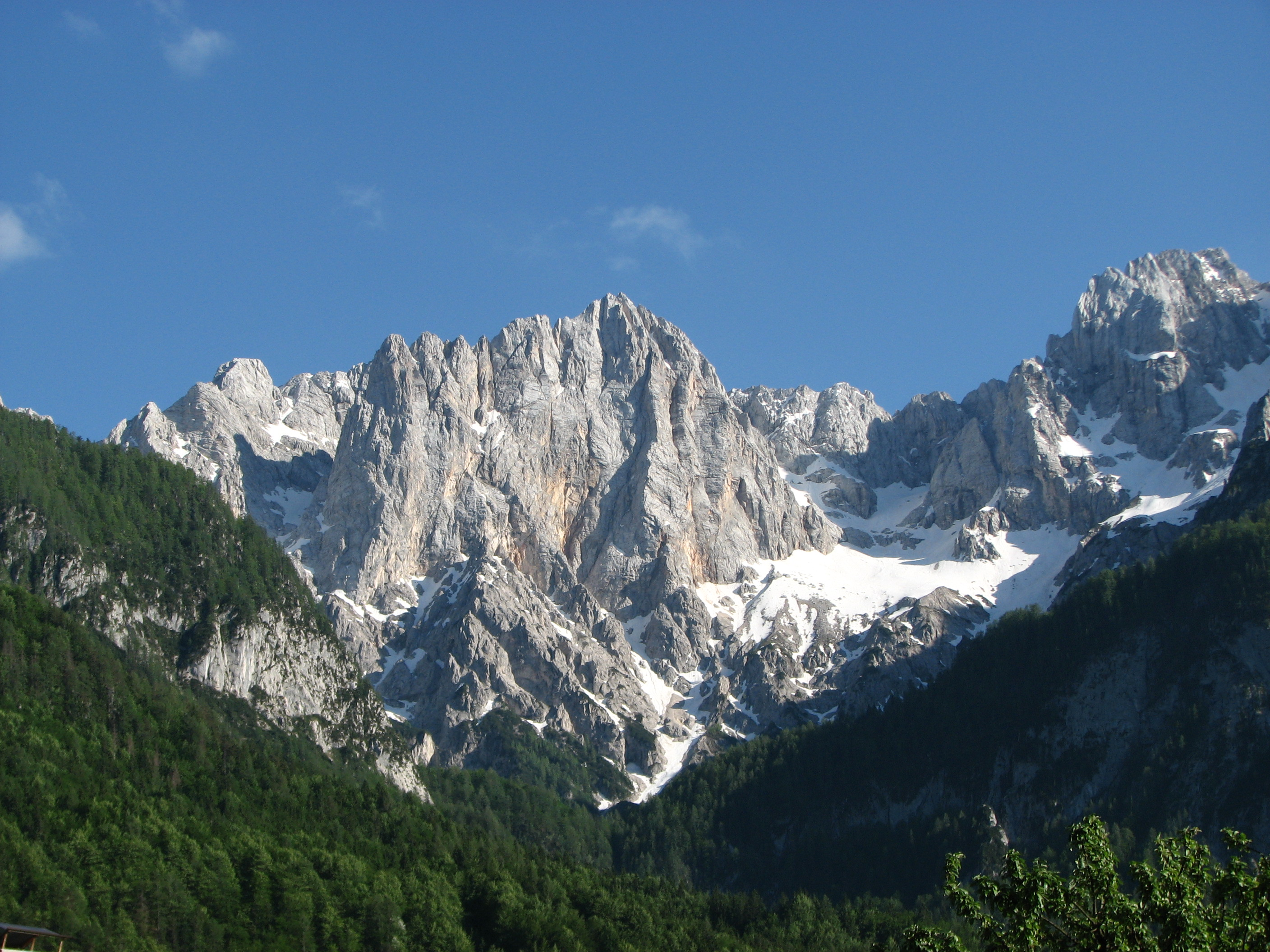
Siroka pec
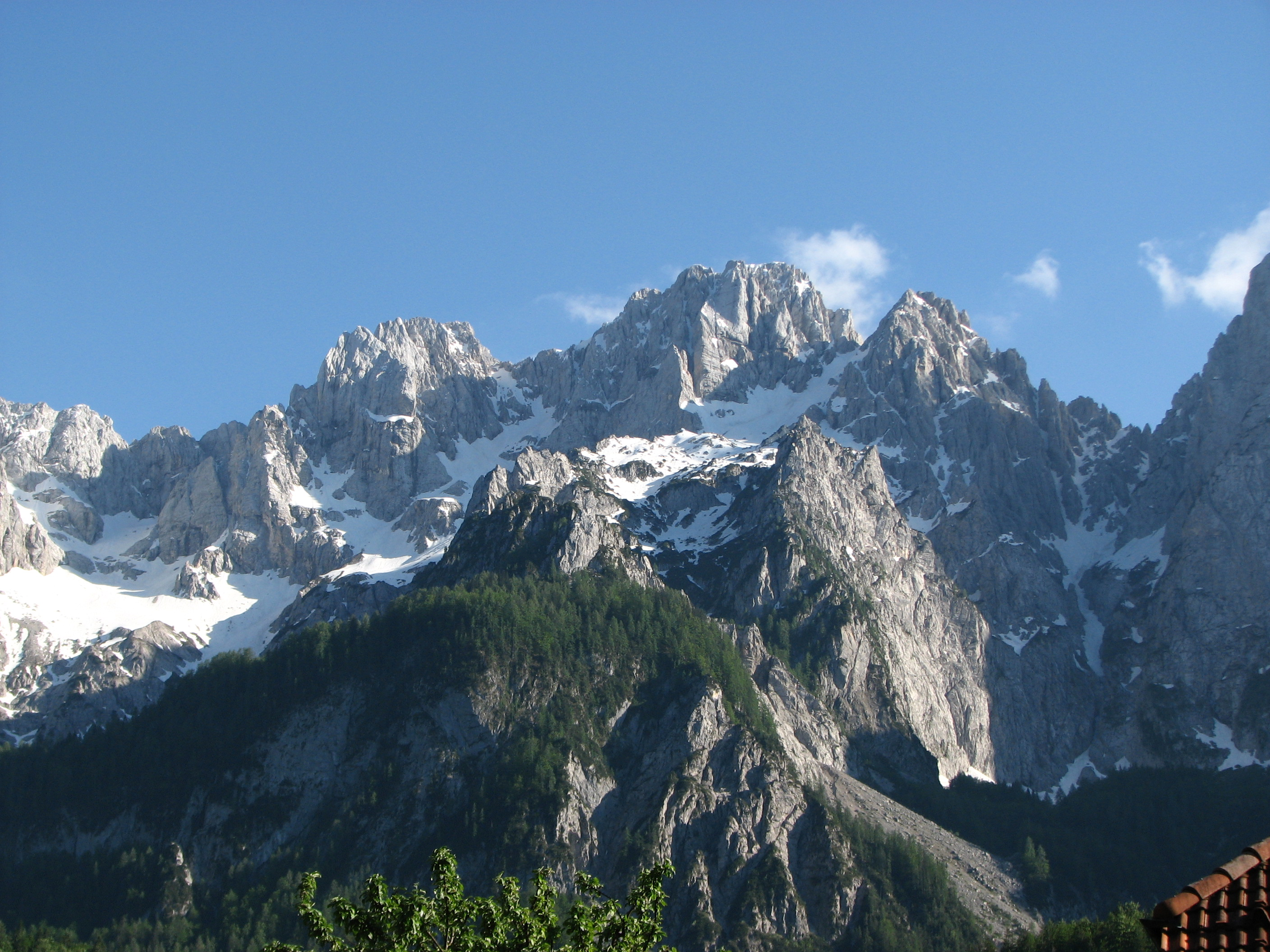
Martuljske Ponce
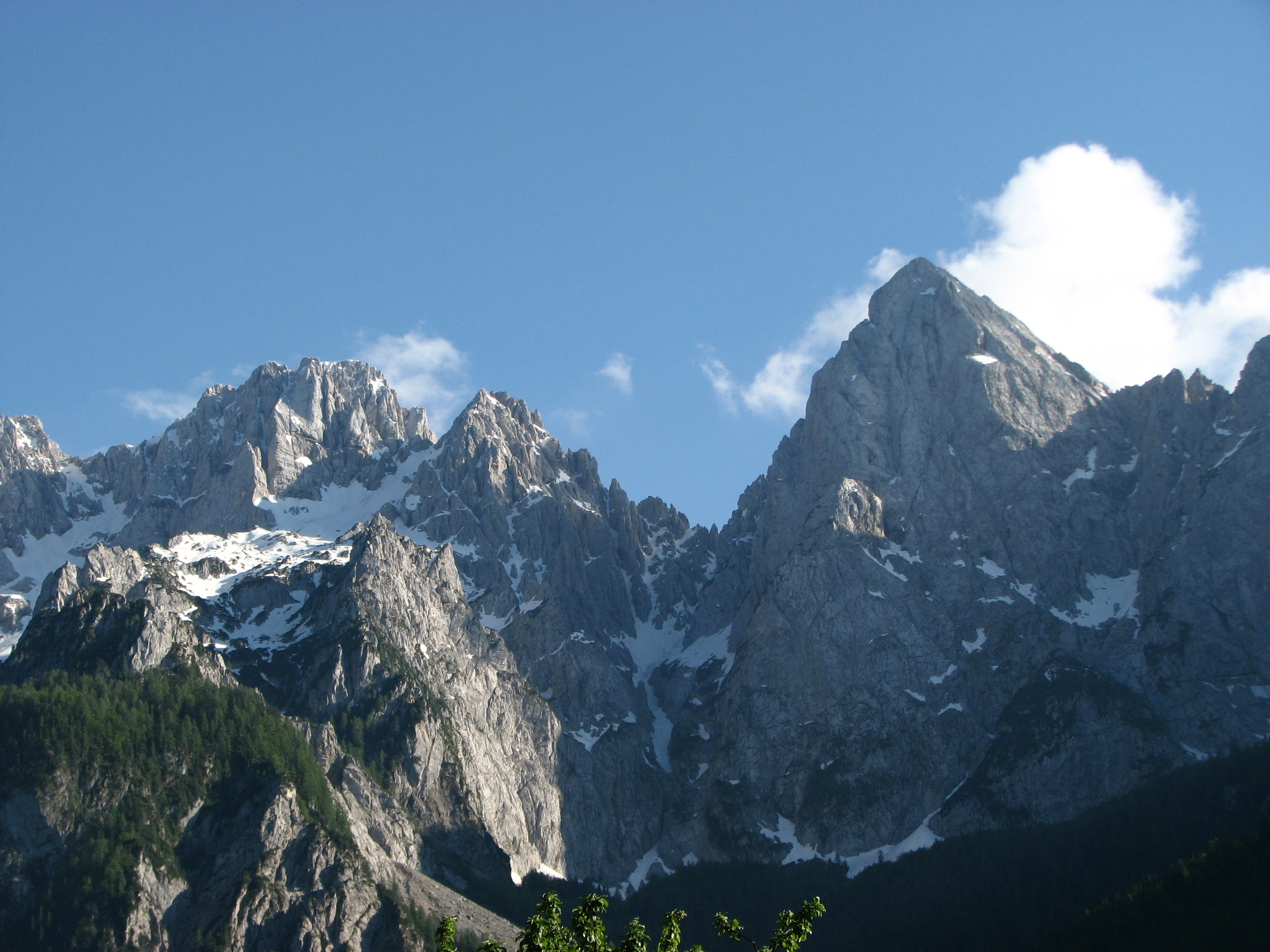
Spik